# Си-бемоль мажор
Си-бемоль мажор (B-dur) — мажорная тональность с тоникой си-бемоль. Имеет два бемоля (си и ми) при ключе.

## Некоторые произведения, написанные в этой тональности
Среди классических произведений, созданных в си-бемоль мажоре, — моцартовский Концерт для фортепиано с оркестром № 27 и брамсовский Концерт для фортепиано с оркестром № 2, Симфония-кантата «Хвалебная песнь» Мендельсона, грандиозная соната № 29 «Хаммерклавир» Бетховена, пятая мазурка Шопена op. 7 № 1, прелюдия Рахманинова op. 23 № 2. Из популярной музыки, в числе прочего, — The Great Gig in the Sky рок-группы Pink Floyd и Speechless (2001) Майкла Джексона. В тональности B-dur звучит государственный гимн Аргентины. Упомянутые музыкальные сочинения не являются в чём-либо «выделенными» изо всех написанных в си-бемоль мажоре, они названы просто в качестве примеров применения тональности. 

## Си-бемоль мажор и медные духовые инструменты
В рамках равномерно темперированного строя все тональности теоретически равноправны. Но для исполнения на конкретных инструментах некоторые технически предпочтительнее других.
Обсуждаемая тональность B-dur является самой удобной для большинства медных духовых инструментов (таких как трубы, тубы, саксофоны, валторны, пионерские горны и др.), что связано со строем названных инструментов, который обеспечивают их конструктивные особенности. При игре в данной или близкой к ней тональности приходится меньше использовать механизм вентилей, что улучшает чистоту интонирования и качество звучания. Поэтому большое количество музыки для духовых оркестров написано именно в си-бемоль мажоре (и, скажем, ми-бемоль мажоре, до-миноре). Указанное обстоятельство особенно значимо при не очень высоком мастерстве играющих, как, например, для непрофессиональных военных оркестров.